# 马祥兴菜馆
清真马祥兴菜馆是中国南京一家清真风味金陵菜的菜馆。清道光二十年（1840年）开业，开设于聚宝门外米行大街（今雨花路），由河南孟县回民马思发创办，其子马盛祥继业后，取名为"马祥顺饭铺"，民国初期以经营“牛八样”清真菜为特色。
国民党元老于右任曾为该店题写“马祥兴”匾额。
以“松鼠桂鱼”、“美人肝”、“蛋烧卖”、“凤尾虾”四大名菜著名。汪精卫喜食“美人肝”。
国共和谈时期，周恩来应张治中邀清曾在该店用餐。
1958年迁至鼓楼广场附近的中山北路。2003年因市政拆迁一度停业，2006年迁至云南北路。